# Distrito electoral de McWilliams
McWilliams (en inglés: McWilliams Precinct) es un distrito electoral ubicado en el condado de Otoe en el estado estadounidense de Nebraska. En el Censo de 2010 tenía una población de 450 habitantes y una densidad poblacional de 4,9 personas por km².

## Geografía
McWilliams se encuentra ubicado en las coordenadas 40°34′8″N 96°3′2″O / 40.56889, -96.05056. Según la Oficina del Censo de los Estados Unidos, McWilliams tiene una superficie total de 91.83 km², de la cual 91.65 km² corresponden a tierra firme y (0.2%) 0.19 km² es agua.

## Demografía
Según el censo de 2010, había 450 personas residiendo en McWilliams. La densidad de población era de 4,9 hab./km². De los 450 habitantes, McWilliams estaba compuesto por el 96.22% blancos, el 0.67% eran afroamericanos, el 0% eran amerindios, el 0.22% eran asiáticos, el 0% eran isleños del Pacífico, el 2% eran de otras razas y el 0.89% pertenecían a dos o más razas. Del total de la población el 4% eran hispanos o latinos de cualquier raza.